# Anastasia (film fra 1997)
 For alternative betydninger, se Anastasia. (Se også artikler, som begynder med Anastasia)
Anastasia er en amerikansk tegnefilm fra 1997, produceret af 20th Century Fox. Filmens instruktører var Don Bluth og Gary Goldman fra Fox Animation Studios, og blev udgivet den 14. november 1997 af 20th Century Fox.
Idéen til filmen stammer fra Fox' realfilm fra 1956 af samme navn. Historien er baseret på vandrehistorien om, at Anastasia, den yngste datter af den sidste monark (Nikolaj den 2.) af Rusland, overlevede sin families henrettelse og tager sig derved visse friheder, hvad angår historisk fakta.
Tegnefilmen har desuden givet anledning til en musical på Broadway.

## Plot
Filmen åbner til en stor fest på paladset i Sankt Petersborg i 1916, hvor zarens familie er til stede. Bedstemoren Enkekejserinde Maria skal snart til Frankrig, så hun giver den otteårige Anastasia en spilledåse og en medaljon og lover, at de to vil ses igen i Paris, hvilket også står på medaljonen. Festen afbrydes dog af Rasputin, der af uvisse grunde forbander Romanov-familien, hvorefter utilfredse folkemængder stormer paladset. Det er således Rasputin, der forårsager den russiske revolution. En dreng hjælper Anastasia og bedstemoren med at flygte fra paladset, og Rasputin drukner på trods af sin magiske flaske i et forsøg på at stoppe Anastasia. Bedstemoren skynder sig på et tog, men får ikke Anastasia med, og Anastasia falder og bliver slået bevidstløs i et forsøg på at komme med toget.
Ti år senere er Rusland en del af Sovjetunionen, og Anastasia er blevet voksen. Hun går nu under navnet Anya og husker ikke, hvem hun er, skønt hun stadig har medaljonen. Børnehjemmet, hvor hun har boet, har fundet arbejde på en fabrik til hende, men på vejen møder Anastasia hunden Pooka og beslutter sig for at tage til Sankt Petersborg for derefter at tage til Paris. I Sankt Petersborg møder hun Dimitri og Vladimir, der overbeviser hende om at tage med til Paris og spørge enkekejserinden, om Anya er Anastasia. Anya ved ikke, at Dimitri og Vladimir er svindlere og ude efter dusøren.
På vejen underviser Dimitri og Vladimir Anastasia i, hvordan hun bør opfører sig, hvis hun virkelig er Anastasia. Rasputin er i en form for underverden og forsøger to gange på at slå Anastasia ihjel, men uden held.
Da de ankommer til Frankrig, ønsker enkekejserinden ikke at se flere personer, der udgiver sig for at være Anastasia, men kusinen vil gerne hjælpe alligevel. Dimitri og Anastasia forelsker sig tøvende i hinanden, men Dimitri bliver splittet, da det går op for ham, at Anya virkelig er Anastasia. Ved en forestilling med den russiske ballet forsøger Dimitri at overbevise kejserinden, men hun afviser og fortæller, at hun ved, at Dimitri er en svindler. Anastasia overhører dette og forlader Dimitri i raseri. I respons kidnapper Dimitri kejserinden og fører hende til Anastasia. Han viser hende desuden spilledåsen, da Dimitri faktisk var drengen, det hjalp kejserinden og Anastasia med at flygte dengang for ti år siden. Da bedstemoren og Anya endelig taler sammen, går det hurtigt op for dem begge, at Anya virkelig er Anastasia.
Glad for at have fået sit barnebarn igen tilbyder hun Dimitri dusøren, men han afslår, da han i sidste ende gjorde det for Anastasia. Han siger derefter farvel til Anastasia og begiver sig tilbage mod Sankt Petersborg. Enkekejserinden fornemmer romancen og råder Anastasia til at overveje, hvad hun egentlig vil og forsikrer hende om, at hun altid vil have en familie. Før Anastasia kan tænke videre over det, leder Pooka hende til broen Pont Alexandre-III, hvor Rasputin igen forsøger at slå hende ihjel. Pooka og Dimitri kommer hende dog til undsætning og Anya får fat på Rasputins magiske flaske. Hun knuser den med sin fod, hvilket endeligt dræber Rasputin.
Til sidst ses Anastasia og Dimitri danse på en båd. Det nævnes, at de har forlovet sig.

## Medvirkende
| Rolle        | Danske stemmer     | Engelske stemmer  |
| ------------ | ------------------ | ----------------- |
| Anastasia    | Nicoline Møller    | Meg Ryan          |
| Dimitri      | Kristian Boland    | John Cusack       |
| Vladimir     | Henning Moritzen   | Kelsey Grammer    |
| Marie/Dagmar | Gerda Gilboe       | Angela Lansbury   |
| Rasputin     | Nis Bank-Mikkelsen | Christopher Lloyd |
| Bartok       | Thomas Mørk        | Hank Azaria       |
| Sophie       | Kit Eichler        | Bernadette Peters |

Kirsten Dunst lægger stemme til den otteårige Anastasia, og Liz Callaway og Lacey Chabert lægger sangstemme til hende som henholdsvis voksen og otteårig. Desuden synger Jonathan Dokuchitz og Jim Cummings som henholdsvis Dimitri og Rasputin.

## Modtagelse
Anastasia fik hovedsageligt gode anmeldelser. På Rotten Tomatoes har filmen 84% baseret på 58 anmeldelser med en gennemsnitlig rating på 7,1/10. På Metacritic har filmen en score på 61 ud af 100 baseret på 19 anmeldelser. På CinemaScore har publikum gennemsnitligt givet den "A−" på en skala fra A+ til F.